# 永恆陽光
《永恆陽光》（英語：Eternal Sunshine）是美國歌手爱莉安娜·格兰德的第七張錄音室專輯，於2024年3月8日由聯眾唱片發行。這是張深受舞曲影響的流行節奏藍調專輯，其特點是中速合成器、微妙的吉他和弦樂元素。它由格兰德、马克斯·马丁、伊利亚·萨尔曼扎德、亞倫·帕瑞斯（Aaron Paris）、安田真太郎（Shintaro Yasuda）、尼克·李（Nick Lee）、威爾·洛夫帝斯（Will Loftis）、盧卡·克羅瑟（Luka Kloser）、奥斯卡·戈雷斯等人製作。
格兰德從2004年愛情電影《無痛失戀》取得專輯的名稱。她把專輯視為一張關於脆弱與娛樂的作品，當中內容受到她的個人生活經歷啟發。多位樂評家均讚賞《永恆陽光》中克制的聲樂與音樂，以及本身的情感脆弱主題，但也有樂評家批評歌曲的創作不夠精緻。
專輯的主打單曲〈是的，然後呢？〉在2024年1月12日發行，而第二首單曲〈當不成朋友（等待你的愛）〉則與專輯同時發行。兩首單曲均在發行首週空降《Billboard》Hot 100冠軍，使格兰德打破擁有最多美國空降冠軍單曲的女歌手紀錄。格兰德分別登上了電台主持人札克·桑與贊恩·洛的節目，並在2024年3月9日作為《週六夜現場》的音樂嘉賓，以宣傳與介紹專輯。
專輯的擴充版本在2024年3月10日發行，當中包括分別迎來澳洲歌手特洛伊·希文及美國歌手瑪麗亞·凱莉客串等四首標準版收錄曲的新版本。

## 發行與宣傳
聯眾唱片在2024年3月8日發行《永恆陽光》。專輯以串流媒體、線上下載、五個CD版本，以及六個密紋唱片版本形式發行。專輯的發行消息在1月17日公開，並在同日開放預購。名為「稍微豪華版」的專輯數碼豪華版本於3月10日在格兰德的網上商店無預告上架，當中包括與特洛伊·希文合作的〈超自然〉重混版，以及早前發行的瑪麗亞·凱莉〈是的，然後呢？〉重混版等四首附贈曲。「稍微豪華版」專輯在翌日上架串流媒體平台。 

### 市場推廣
專輯的收錄曲目沒有即時全部公開。格兰德在不同的日子透露歌曲名稱和順序，首先2024年1月27日公開曲目1與5，以及作為第9首曲目的〈是的，然後呢？〉資訊。曲目2、6，以及曲目10的資訊在2月7日公開，曲目3、7，以及曲目11的資訊在10天後的2月17日公開，而曲目4、8、12，以及曲目13的資訊則在2月27日公開。格兰德亦在2月27日於個人的社交媒體上透露專輯的部分歌曲歌詞。專輯的預告片段於2024年3月6日公開，內容為她其中一版封面的拍攝片段。
格兰德連續登上兩集電台節目《札克·桑秀》介紹專輯。節目首集在2024年2月27日公開，內容主要圍繞專輯的創作過程。節目第二集在3月8日公開，格兰德在該集詳細介紹每首專輯收錄曲。她也登上Apple Music 1接受主持人贊恩·洛的訪問，節目在2024年3月7日公開。

### 標題與美術
專輯的名稱源自2004年電影《無痛失戀》。該電影由占·基利主演，格兰德表示自己為他的影迷，以及很喜歡他的節目《酸黃瓜先生的人生笑話》，而她亦曾客串亮相該節目。專輯的名稱（永恆陽光）被分別埋藏成兩個彩蛋。第一個彩蛋來自主打單曲〈是的，然後呢？〉的音樂影片。影片出現一張寫有縮寫「AG7」的紅色卡片，而它的背面則提到地理坐標北緯41.0359°西經71.9545°－電影的關鍵地點紐約蒙托克。第二個彩蛋則來自格兰德在Instagram上分享的亚历山大·蒲柏詩歌《艾洛伊莎致阿伯拉》節錄：「無瑕的心靈散發永恆的陽光」。
《永恆陽光》發行了七種封面版本：一個密紋唱片標準版、四個在格兰德網上商店發行的商对客版本、一個零售商獨家CD版（同時為〈是的，然後呢？〉的單曲封面），以及一個美國目標百貨獨家版。專輯的數碼版封面映照出格兰德的後腦勺，她在照片中穿著白色的衣服，金色的頭髮紮成馬尾，並靠在一位穿著相似的女人肩膀上，而這位女人被認為是「她的分身」。專輯的三款封面與〈是的，然後呢？〉的封面均在專輯發行消息公開當天發布。其餘三款封面則在1月與2月相繼發布。在專輯的宣傳照片中，格兰德穿著馬吉拉時裝屋的服飾－白色緊身衣和紅色薄紗手套。她表示專輯的不同封面「捕捉了專輯中情感的起伏」。

### 單曲
《永恆陽光》的主打單曲〈是的，然後呢？〉於2024年1月12日上架串流媒體平台。歌曲亦以7吋單曲、CD單曲，以及卡式錄音帶形式發行。歌曲的音樂影片由克里斯蒂安·布雷斯羅爾執導，於發行當天在格兰德於YouTube的Vevo頻道上公開。格兰德在歌曲發行前暗示它的名稱，當時她被拍攝穿著正面印有歌曲名稱的運動服照片。〈是的，然後呢？〉發行後空降《Billboard》Hot 100冠軍，成為她在美國的第8首冠軍單曲。歌曲亦登上Global 200、Global Excl. US，以及Canadian Hot 100的冠軍；並打進澳洲、愛爾蘭、紐西蘭，以及英國單曲榜的前5位。歌曲發行了多個重混版等不同版本，當中包括在2月發行迎來瑪麗亞·凱莉客串的重混版。
2月5日，格兰德在個人社交媒體宣布不會在〈是的，然後呢？〉發行後推出更多專輯先行單曲。 她表示希望歌迷「這次能夠完整地體驗（《永恆陽光》）」 。
〈當不成朋友（等待你的愛）〉在2024年3月8日（專輯發行日）作為第二首單曲發行，而音樂影片亦同時發布。歌曲發行後空降《Billboard》Hot 100冠軍，成為格兰德於該榜的第9首冠軍單曲，同時也是她第七首空降冠軍的單曲，並成為《永恆陽光》的第二首冠軍單曲。格兰德憑歌曲打破泰勒·斯威夫特作為擁有最多空降《Billboard》Hot 100冠軍單曲的女歌手紀錄。〈當不成朋友（等待你的愛）〉亦登上Global 200、Global Excl. US、以及加拿大與紐西蘭的單曲榜冠軍。
由于专辑的第8首歌曲〈那男孩屬於我〉在TikTok上因为创作者的舞蹈走红，并得到了许多名人的联署，5月7日，格兰德通过Instagram宣布这首歌曲将作为下一张单曲发行。歌曲的音乐视频于6月7日发行，由潘·巴奇利共同参与演出，布兰蒂和莫妮卡也客串了这部视频。4天后，歌曲被送往美国当代流行电台正式作为单曲发行。歌曲的混音版本由布兰蒂和莫妮卡客串，与2024年6月21日发行。实体版本的单曲于7月中旬发行。〈那男孩屬於我〉在Global 200榜和加拿大与美国的榜单都进入了前20位。

### 現場表演
2024年3月9日，格兰德作為音樂嘉賓登上《週六夜現場》第962集。這是她第三次亮相該節目，也是她自2016年後首次亮相。她演唱了〈當不成朋友（等待你的愛）〉以及〈對你不夠完美〉。

## 歌曲列表
| 《永恆陽光》 – 標準版 | 《永恆陽光》 – 標準版                                             | 《永恆陽光》 – 標準版 | 《永恆陽光》 – 標準版                            | 《永恆陽光》 – 標準版                 | 《永恆陽光》 – 標準版 |
| 曲序                  | 曲目                                                              |                       | 作曲                                             | 製作人                                | 时长                  |
| --------------------- | ----------------------------------------------------------------- | --------------------- | ------------------------------------------------ | ------------------------------------- | --------------------- |
| 1.                    | 序曲（世界末日） Intro (End of the World)                             | 爱莉安娜·格兰德       | 格兰德 安田真太郎（ ） 尼克·李（ ） 亞倫·張（ ） | 格兰德 安田 李 亞倫·帕瑞斯（ ）       | 1:32                  |
| 2.                    | 拜囉 Bye                                                          | 格兰德 马克斯·马丁    | 格兰德 马丁 伊利亞·薩爾曼扎德 （ 英语 ： Ilya Salmanzadeh）      | 格兰德 马丁 伊利亞 （ 英语 ： Ilya Salmanzadeh）      | 2:44                  |
| 3.                    | 不想再次分手 Don't Wanna Break Up Again                           | 格兰德 马丁           | 格兰德 马丁 伊利亞                               | 格兰德 马丁 伊利亞                    | 2:54                  |
| 4.                    | 土星回歸插曲 Saturn Returns Interlude                             | 戴安娜·加蘭（Diana Garland）       | 格兰德 马丁 伊利亞                               | 格兰德 马丁 伊利亞 威爾·洛夫帝斯（ ） | 0:42                  |
| 5.                    | 永恆陽光 Eternal Sunshine                                         | 格兰德                | 格兰德 马丁 安田 大衛·帕克 （ 英语 ： David Park (music producer)） （ ）   | 格兰德 马丁 伊利亞 安田               | 3:30                  |
| 6.                    | 超自然 Supernatural                                               | 格兰德                | 格兰德 马丁 奥斯卡·戈雷斯                        | 格兰德 马丁 戈雷斯                    | 2:43                  |
| 7.                    | 真實故事 True Story                                               | 格兰德 马丁           | 格兰德 马丁                                      | 格兰德 马丁 伊利亞                    | 2:43                  |
| 8.                    | 那男孩屬於我 The Boy Is Mine                                      | 格兰德 马丁           | 格兰德 马丁 安田 帕克                            | 格兰德 马丁 伊利亞 安田 Davidior      | 2:53                  |
| 9.                    | 是的，然後呢？ Yes, And?                                          | 格兰德                | 格兰德 马丁 伊利亞                               | 格兰德 马丁 伊利亞                    | 3:34                  |
| 10.                   | 當不成朋友（等待你的愛） We Can't Be Friends (Wait for Your Love) | 格兰德                | 格兰德 马丁 伊利亞                               | 格兰德 马丁 伊利亞                    | 3:48                  |
| 11.                   | 我希望我恨你 I Wish I Hated You                                   | 格兰德                | 格兰德 伊利亞                                    | 格兰德 伊利亞                         | 2:33                  |
| 12.                   | 對你不夠完美 Imperfect for You                                    | 格兰德 马丁           | 格兰德 马丁 伊利亞 彼得·卡姆（ ）                | 格兰德 马丁 伊利亞                    | 3:02                  |
| 13.                   | 平凡事物（奶奶客串） Ordinary Things（featuring Nonna）           | 格兰德 瑪喬麗·格蘭德  | 格兰德 李 盧卡·克羅瑟（ ）                       | 格兰德 李 马丁 克羅瑟                 | 2:48                  |
| 总时长：              | 总时长：                                                          | 总时长：              | 总时长：                                         | 总时长：                              | 35:26                 |

| 《永恆陽光》 – 稍微豪華版 | 《永恆陽光》 – 稍微豪華版                                                     | 《永恆陽光》 – 稍微豪華版                        | 《永恆陽光》 – 稍微豪華版 | 《永恆陽光》 – 稍微豪華版 | 《永恆陽光》 – 稍微豪華版 |
| 曲序                      | 曲目                                                                          |                                                  | 作曲                      | 製作人                    | 时长                      |
| ------------------------- | ----------------------------------------------------------------------------- | ------------------------------------------------ | ------------------------- | ------------------------- | ------------------------- |
| 14.                       | 超自然（重混版；與特洛伊·希文） Supernatural（remix; with Troye Sivan）       | 格兰德 特洛伊·希文 佈雷特·麥克勞林 （ 英语 ： Leland (musician)） | 格兰德 马丁 戈雷斯        | 格兰德 马丁 戈雷斯        | 2:43                      |
| 15.                       | 對你不夠完美（原音樂版） Imperfect for You（acoustic）                        | 格兰德 马丁                                      | 格兰德 马丁 伊利亞 卡姆   | 格兰德 马丁 伊利亞        | 3:02                      |
| 16.                       | 真實故事（無伴奏合唱） True Story（a cappella）                               | 格兰德 马丁                                      | 格兰德 马丁               | 格兰德 马丁 伊利亞        | 2:43                      |
| 17.                       | 是的，然後呢？（重混版；與瑪麗亞·凱莉） Yes, And?（remix; with Mariah Carey） | 格兰德 瑪麗亞·凱莉                               | 格兰德 马丁 伊利亞 凱莉   | 格兰德 马丁 伊利亞        | 3:35                      |
| 总时长：                  | 总时长：                                                                      | 总时长：                                         | 总时长：                  | 总时长：                  | 47:23                     |

## 製作名單
音樂家
- 爱莉安娜·格兰德 – 主聲樂、和聲（全曲目）；編程（英语：Programming (music)）（曲目4）
- 安田真太郎（Shintaro Yasuda） – 鍵盤、編程（曲目1、5、8）；鼓樂（曲目5、8）
- 尼克·李（Nick Lee） – 鍵盤、編程、長號（曲目1、13）；電貝斯、鼓樂（曲目5、13）
- 亞倫·張（Aaron Cheung） – 電貝斯、結他、編程、合成器、小提琴（曲目1）
- 马克斯·马丁 – 鍵盤（曲目2、3、5–10、12）；和聲、電貝斯、鼓樂（曲目2、3、5、7–10、12）；結他（曲目2、7、10、12）、編程（曲目3、5–10、12）
- 伊利亞（英语：Ilya Salmanzadeh） – 和聲、電貝斯、鍵盤、編程（曲目2–5、7–12）；結他（曲目2、7、10、12）、合成器（曲目3）、鋼琴（曲目5、9）
- 馬蒂亞斯·比倫德（英语：Mattias Bylund） – 弦樂編排、弦樂、合成器（曲目2、3）；鐘琴、號樂（曲目2）
- 托馬斯·約翰遜（Tomas Jonsson） – 次中音薩克斯風（曲目2、3）
- 彼得·喬納森（Peter Jonasson） – 長號（曲目2、3）
- 馬格努斯·約翰遜（Magnus Johansson） – 小號、小提琴（曲目2、3）
- 卡爾古納（Karl Guner） – 弦樂編排、合成器（曲目2、3）
- 珍妮·比耶格（Janne Bjerger） – 小號（曲目2、3）
- 漢娜·赫爾格倫（Hanna Helgegren） – 小提琴（曲目2、3）
- 艾瑞克·阿文德（英语：Erik Arvinder） – 小提琴（曲目2、3）
- 沃伊特克·戈拉爾（Wojtek Goral） – 中音薩克斯風（曲目2）
- 邁克爾·恩斯特羅姆（Michael Engström） – 電貝斯（曲目2）
- 盧·卡拉奧（Lou Carrao） – 電貝斯（曲目2）
- 大衛·布科文斯基（David Bukovinszky） – 大提琴（曲目2）
- 佩爾·斯特蘭德伯格（Per Strandberg） – 結他（曲目2）
- – 鍵盤（曲目5）；鼓樂、編程（曲目8）
- 奥斯卡·戈雷斯 – 電貝斯、結他、鍵盤、打擊樂器、編程（曲目6）
- 歇爾貝克 – 鼓樂（曲目7）
- 達維德·羅西（英语：Davide Rossi） – 大提琴、弦樂編排、中提琴、小提琴（曲目10）
- 盧卡·克洛瑟（Luka Kloser） – 電貝斯、鼓樂、鍵盤、編程（曲目13）
- 特洛伊·希文 – 客串歌手（曲目14）
- 瑪麗亞·凱莉 – 客串歌手（曲目17）

技術人員
- – 母帶處理（英语：Mastering (audio)）
- 塞爾邦·加納（英语：Serban Ghenea） – 混音（曲目1–3、5–13）
- 伊利亞– 混音（曲目4）
- 薩姆·霍蘭德（Sam Holland） – 工程
- 盧·卡拉奧（Lou Carrao） – 工程
- 布萊斯·博爾登（Bryce Bordone） – 混音協助（曲目 1–3、5–13）
- 埃里克·艾蘭德（Eric Eyland） – 工程協助
- 羅布·塞倫斯（Rob Sellens） – 工程協助（曲目 2–5、7–13）

## 榜單表現
| 榜單（2024年）                            | 最高 位置 |
| ----------------------------------------- | --------- |
| 澳洲（ARIA專輯榜）                        | 1         |
| 奧地利（奧地利Ö3專輯榜）                  | 2         |
| 比利時法蘭德斯（Ultratop專輯榜）          | 1         |
| 比利時瓦隆（Ultratop專輯榜）              | 1         |
| 加拿大（《告示牌》Canadian Albums Chart） | 1         |
| 克羅埃西亞（HDU國際專輯榜）               | 2         |
| 捷克（ČNS IFPI專輯榜）                    | 4         |
| 丹麥（Hitlisten專輯榜）                   | 1         |
| 荷蘭（MegaCharts專輯榜）                  | 1         |
| 芬蘭（Suomen virallinen lista專輯榜）     | 8         |
| 法國（SNEP專輯榜）                        | 2         |
| 德國（Offizielle Top 100專輯榜）          | 3         |
| 希臘（IFPI專輯榜）                        | 3         |
| 匈牙利（MAHASZ專輯榜）                    | 3         |
| 冰岛（Plötutíðindi專輯榜）                | 3         |
| 愛爾蘭（IRMA專輯榜）                      | 1         |
| 意大利（FIMI專輯榜）                      | 4         |
| 日本（Oricon專輯榜）                      | 13        |
| 日本（Oricon專輯合算榜）                  | 14        |
| 日本（《日本公告牌》熱門專輯榜）          | 14        |
| 立陶宛（AGATA专辑榜）                     | 2         |
| 紐西蘭（RMNZ專輯榜）                      | 1         |
| 奈及利亞（《唱盤》專輯榜）                | 96        |
| 挪威（VG-lista專輯榜）                    | 1         |
| 波蘭（ZPAV專輯榜）                        | 1         |
| 葡萄牙（AFP專輯榜）                       | 1         |
| 蘇格蘭（OCC專輯榜）                       | 2         |
| 斯洛伐克（ČNS IFPI專輯榜）                | 3         |
| 西班牙（PROMUSICAE專輯榜）                | 2         |
| 瑞典（Sverigetopplistan專輯榜）           | 2         |
| 瑞士（Schweizer Hitparade專輯榜）         | 2         |
| 英國（OCC專輯榜）                         | 1         |
| 美国（《告示牌》200）                     | 1         |

| 榜單（2024年）                            | 排名 |
| ----------------------------------------- | ---- |
| 奧地利（奧地利Ö3專輯榜）                  | 63   |
| 比利時法蘭德斯（Ultratop專輯榜）          | 17   |
| 比利時瓦隆（Ultratop專輯榜）              | 32   |
| 加拿大（《告示牌》Canadian Albums Chart） | 27   |
| 荷蘭（MegaCharts專輯榜）                  | 7    |
| 法國（SNEP專輯榜）                        | 42   |
| 德國（Offizielle Top 100專輯榜）          | 61   |
| 冰岛（Plötutíðindi專輯榜）                | 39   |
| 意大利（FIMI專輯榜）                      | 85   |
| 紐西蘭（RMNZ專輯榜）                      | 11   |
| 瑞士（Schweizer Hitparade專輯榜）         | 46   |
| 英國（OCC專輯榜）                         | 29   |
| 美國（Billboard 200）                     | 23   |

## 認證
| 地區                           | 认证 | 认证单位/销量 |
| ------------------------------ | ---- | ------------- |
| 加拿大（加拿大音乐协会）       | 金   | 40,000‡       |
| 丹麦（國際唱片業協會丹麥分會） | 金   | 10,000‡       |
| 新西兰（新西兰唱片音乐协会）   | 金   | 7,500‡        |
| 波兰（波蘭音像製造商協會）     | 金   | 10,000‡       |
| 英国（英国唱片业协会）         | 金   | 100,000‡      |
| ‡僅含認證的+實際銷量           |      |               |

## 發行歷史
| 地區 | 日期          | 形式                          | 版本       | 廠牌 | 參考            |
| ---- | ------------- | ----------------------------- | ---------- | ---- | --------------- |
| 多國 | 2024年3月8日  | CD 密紋唱片 線上下載 串流媒體 | 標準版     | 聯眾 | [ 110 ] [ 111 ] |
| 美國 | 2024年3月10日 | 線上下載                      | 稍微豪華版 | 聯眾 | [ 112 ]         |
| 多國 | 2024年3月11日 | 串流媒體                      | 稍微豪華版 | 聯眾 | [ 113 ]         |